# Marquesado de Ibarra

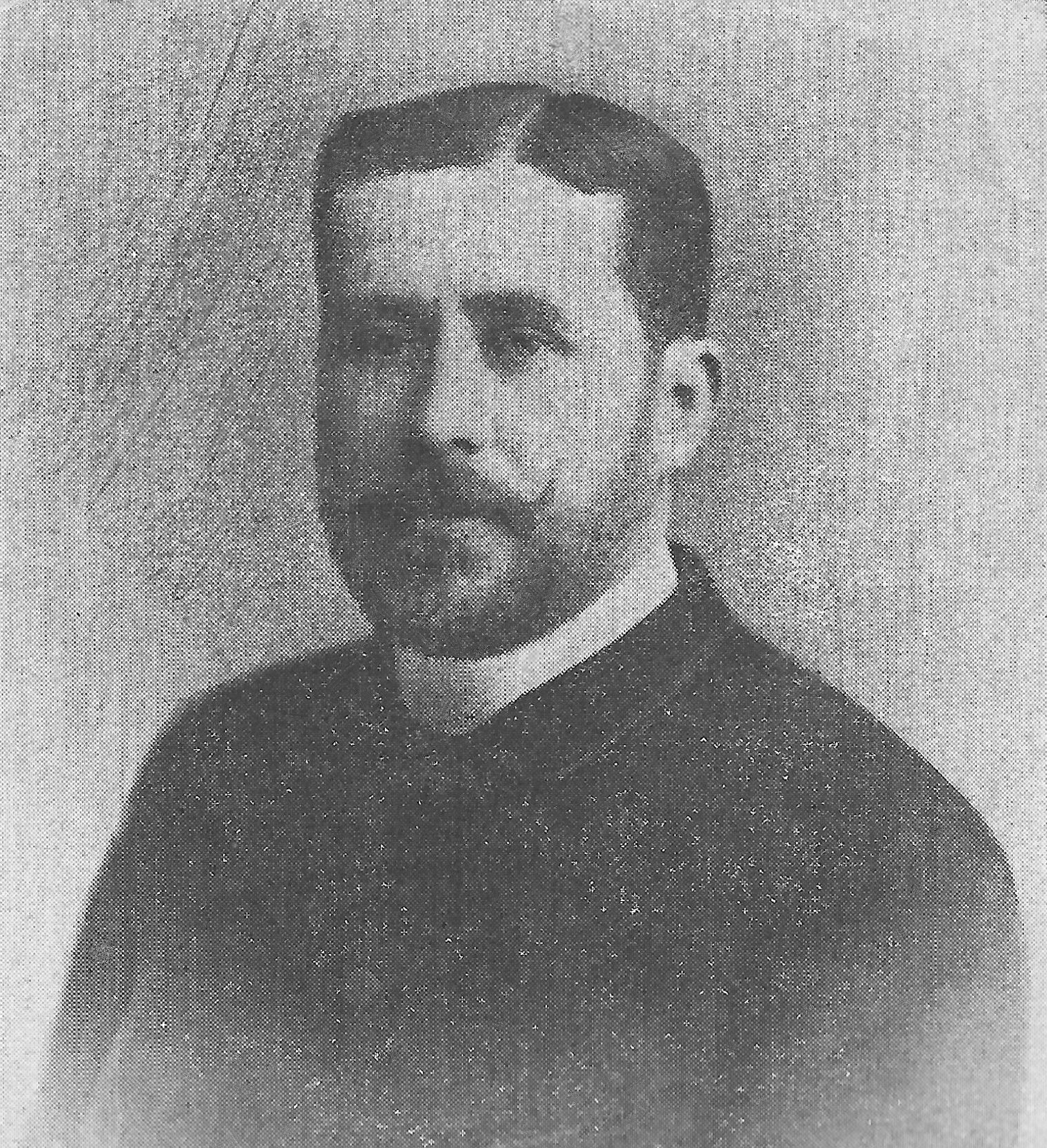
Manuel Ibarra y Cruz (1901), I marqués de Ibarra.

El marquesado de Ibarra es un título nobiliario español creado por la reina regente María Cristina de Habsburgo Lorena y concedido, en nombre del rey Alfonso XIII, a Manuel Ibarra y Cruz, secretario del Congreso de los Diputados, presidente de la Diputación Provincial de Madrid, senador del Reino y diputado a Cortes, el 30 de enero de 1893 por real decreto y el 14 de diciembre de 1898 por real despacho.

## Marqueses de Ibarra
|                           | Titular                                             | Periodo                   |
| Creación por Alfonso XIII | Creación por Alfonso XIII                           | Creación por Alfonso XIII |
| ------------------------- | --------------------------------------------------- | ------------------------- |
| I                         | Manuel Ibarra y Cruz                                | 1898-1913                 |
| II                        | Luis Ibarra y Céspedes                              | 1914-1960                 |
| III                       | María de las Angustias Ibarra y Jiménez de la Serna | 1961-2022                 |
| IV                        | Ana María Benítez de Lugo Ybarra                    | 2023-actual titular       |

## Historia de los marqueses de Ibarra
- Manuel Ibarra y Cruz, I marqués de Ibarra (1855-1913).[1]

Casó con Luisa Céspedes y Céspedes. El 13 de mayo de 1914. Le sucedió su hijo:
- Luis Ibarra y Céspedes (Luanco, 2 de octubre de 1885-1960), II marqués de Ibarra, mayordomo de semana del rey Alfonso XIII y Gran Cruz de Isabel la Católica.[1]

Casó con Ana María Jiménez de la Serna y Méndez (n. 26 de septiembre de 1892). El 2 de diciembre de 1961, tras orden del 24 de julio del mismo año para que se expida la correspondiente carta de sucesión (BOE del 4 de agosto). Le sucedió su hija:
- María de las Angustias Ibarra y Jiménez de la Serna (m. 2022), III marquesa de Ibarra.

Casó con Diego Benítez de Lugo y Ascanio, marqués de Celada. Le sucedió su hija:
- Ana María Benítez de Lugo Ibarra, IV marquesa de Ibarra [4](actual).